# 6 x me
6 x me è il diciannovesimo album del cantante italiano Tony Colombo, pubblicato nel 2012 e distribuito dalla Seamusica.
Nel brano Un nuovo amore l'artista duetta con Martina Campagna, ex concorrente di Io canto.

## Tracce
1. Via
2. Voglio fà pace cu tte
3. Chella Fa Ammore (Feat. Alessandro Turco)
4. Nun è Possibile
5. Tu Si A Vita Mia
6. Sto Currenno Addù tte
7. Un Nuovo Amore (Feat. Martina Campagna)
 8.
Ncoppa O Vommero Cu tte
 9.
3 Settembre 09
 10.
Appiccecate Ancora (Feat. Rosina De Vivo)
 11.
Na Storia A Telefono (Feat. Jole)
 12.
La Donna Che Amo Di Più
 13.
Core e Core

## Crediti
- Testi e musiche: Tony Colombo, Luca Barbato
- Arrangiamenti e direzione: Tony Colombo